# Onthophagus rubescens
Onthophagus rubescens är en skalbaggsart som beskrevs av Macleay 1888. Onthophagus rubescens ingår i släktet Onthophagus och familjen bladhorningar. Inga underarter finns listade i Catalogue of Life.